# Vittorio Veneto (C 550)
«Вітторіо Венето» (італ. Vittorio Veneto (C 550))  — крейсер-вертольотоносець військово-морських сил Італії, що перебував на службі з 1969 по 2003 рік. Бортовий номер 550. Це третій італійський вертольотоносець, названий на честь місцевості на півночі Італії, де у жовтні 1918 року сталася остання — успішна для італійців — битва першої світової війни (1914—1918) на Італійському фронті.

## Будівництво
Проект вдосконаленого протичовнового крейсера-вертольотоносця було розроблено 1965 року, і того ж року, 10 червня, корабель заклали. За два роки «Вітторіо Венето» було спущено на воду, а ще через два роки, 12 липня 1969 року його було прийнято на службу.

## Конструкція
Характерною рисою зовнішнього вигляду цього корабля був корпус з піднятою палубою (від носової надбудови до корми) і двома щоглотрубами. На носовій щоглотрубі було змонтовано антену 3-координатної РЛС, а на кормовій — антену РЛС виявлення повітряних цілей.
Корпус корабля було виготовлено з високоякісної сталі, всі з'єднання виконані методом зварювання. За допомогою водонепроникних перегородок корпус було поділено на низку відсіків. Непотоплюваність корабля зберігалась навіть при затопленні будь-яких трьох суміжних відсіків. Майже по всій довжині корпусу було подвійне дно, міждонний простір використовувався для зберігання запасів палива, мастил і прісної води. На додаток до конструктивних заходів живучість корабля забезпечували автоматичні протипожежна та водовідливна систем.
9 протичовнових вертольотів розміщувалися у спеціальному ангарі під злітно-посадковим майданчиком (40 x 18,4 м) і подавалися на палубу двома гідравлічним підйомником. Неподалік ангара були розташовані майстерні технічного обслуговування вертольотів і ремонту їхнього обладнання, а також авіаційний боєзапас.
Для забезпечення можливості використання вертольотів у несприятливих метеорологічних умовах корабель було оснащено трьома парами бортових керованих рулів (заспокоювачів бортової качки).
Розвинена надбудова була виконана у вигляді носового і кормового блоків. У багатоярусному носовому блоці надбудови розміщалися ходова, штурманська й оперативна рубки, пости радіозв'язку та РЛС, а також численні службові приміщення. Тут же були розташовані каюти старших офіцерів і офіцерська кают-компанія. Кормовий блок вміщував у себе пост керування польотами та частину радіоелектронного обладнання.
Усі житлові та службові приміщення були підключені до системи кондиціонування повітря; крім того використовувалися автономні кондиціонери з індивідуальним налаштуванням температурно-вологісного режиму в приміщенні. Для забезпечення дій в умовах застосування зброї масового ураження корабель було обладнано фільтро-вентиляційною установкою, що створювала надлишковий тиск повітря у цитаделі, яка охоплювала житлові та службові приміщення. Була також система водяної завіси, станція дезактивації та необхідні засоби контролю радіоактивного забруднення.
Головна енергетична установка «Вітторіо Венето» — 2-вальна паротурбіна. Для підвищення живучості її агрегати розміщувалися у двох відсіках (двома ешелонами), розділених відсіком допоміжних механізмів й елєктрогенераторів.

## Озброєння
Основним озброєнням крейсера були вертольоти Августа АВ-204, АВ-212 або AS-61 протичовнової ескадрильї. Через відносно невелике бойове навантаження вони можуть використовуватися або в ударному, або в пошуковому варіанті. Тому з них формували пошуково-ударні пари: на одному вертольоті — гідроакустична станція, на іншому — дві самонавідні протичовнові торпеди. Була передбачена можливість використання вертольотів для боротьби з надводними цілями, для чого на них встановлювалися по дві кероване ракети.
Ударне озброєння складалося з протикорабельного ракетного комплексу Otomat Teseo Mk 2, що його 4 пускові контейнери розташовувалися групами по 2 контейнери з кожного борту. До складу артилерійського озброєння входили вісім одноствольних 76-мм автоматичних артилерійських установок ОТО Breda Compact (по 4 з кожного борту) і три спарені 40-мм зенітні артилерійські комплексу ОТО Breda Dardo. Вважається, що артилерійське озброєння корабля дозволяло здійснити перехоплення протикорабельних ракет, що прорвалися до ближньої зони його самооборони.
Для боротьби з повітряними цілями на середній дальності на кораблі було змонтовано спарену пускову установку Mk 20 Mod 7 Aster для пуску ЗУР Standard SM-I. Боєзапас установки становив 40 ракет Standard. Установка була універсальною: її можна було використовувати і для пуску протичовнових ракет ASROC (боєзапас — 20 шт.).
Для боротьби з підводними човнами були два 3-трубних 324-мм торпедні апарату Mk 32, призначених для стрільби самонавідними протичовновими торпедами Mk 46 Mod 5.
Цілевказівки для протичовнової зброї корабля надавалися як вертольотами цифровими каналами зв'язку, так і гідроакустичною станцією з підкільною антеною SQS-23G.
Основу радіоелектронного озброєння корабля становила автоматизована система відображення тактичної обстановки й управління SADOC-1. Працювала американська система Mk 76 для управління стрільбою ЗРК Standard/ASROC, а також італійські системи управління стрільбою артустановок. Пошук надводних цілей здійснювався за допомогою РЛС SMA SPS-702, для з'ясування повітряної обстановки використовувалися 3-координатні РЛС AESN SPS-768 (RAN-3L) і SPS-52C. Для ведення радіоелектронної боротьби на крейсері були змонтовані станції РЕБ SLR4 і SLQ-C. Протиторпедний захист забезпечувала система SLQ-25.

## Служба
«Вітторіо Венето» був флагманом італійського військового флоту з 1971 по 1987, коли цю роль перейняв на себе новозбудований авіаносець «Джузеппе Гарібальді». Після цього крейсер служив як навчальний корабель. В листопаді 2003 виведено зі списків флоту. Були плани перетворити «Вітторіо Венето» на корабель-музей, але в життя їх поки що не втілено.

## Аварії
22 серпня 1997 «Вітторіо Венето» сів на мілину біля узбережжя Албанії, де крейсер діяв як флагман багатонаціонального оперативного з'єднання, що воно забезпечувало захист допомоги Албанії під час війни в Косово. Щоб зняти корабель з мілини, знадобилися чотири буксири. Ані сам корабель, ані команда не постраждали.